# Борисюк, Сергей Константинович
Серге́й Константи́нович Борисю́к (род. 6 ноября 1951 года, Пенза, РСФСР, СССР) — советский и российский военный лётчик, командир 1-й гвардейской Сталинградской ордена Ленина дважды Краснознамённая орденов Суворова и Кутузова смешанной авиационной дивизии 4-й Краснознамённой воздушной армии ВВС и ПВО (с 2002 года), генерал-майор авиации, Герой Российской Федерации (13 июня 1996 года).

## Биография
Сергей Борисюк родился 6 ноября 1951 года в городе Пенза. По национальности — русский. В 1957 году его семья переехала в город Тирасполь Молдавской ССР (ныне столица непризнанной Приднестровской Молдавской Республики). Окончил 10 классов Тираспольской средней школы № 1.
С 1969 года Сергей Борисюк служит в Военно-воздушных силах.
Прохождение службы
- 19.08.1969 поступил и 30.10.1973 окончил с отличием Ейское ВВАУЛ г. Ейск
- 30.11.1973 — 14.12.1979 летчик, старший лётчик, командир звена 559-го авиационного полка истребителей-бомбардировщиков Группы советских войск в Германии
- 14.12.1979 — 06.08.1983 командир звена, заместитель и командир эскадрильи 300-го авиационного полка истребителей-бомбардировщиков Дальневосточного военного округа.
- 06.08.1983 — 26.07.1986 слушатель Военно-воздушной Академии имени Ю. А. Гагарина п. Монино Московской области
- 29.07.1986 — 22.06.1989 заместитель командира 372-го авиационного полка истребителей-бомбардировщиков ПрибВО, получил квалификацию «Военный лётчик-снайпер».
- 22.06.1989-24.09.1991 заместитель командира 899-го авиационного полка истребителей-бомбардировщиков 15-й воздушной армии ПрибВО
- 24.09.1991-13.09.1993 командир 559-го авиационного полка истребителей-бомбардировщиков 16-й воздушной Краснознамённой армии ЗГВ
- Сергей Борисюк принимал участие в боевых действиях по локализации грузино-абхазского вооружённого конфликта, а также в ходе Гражданской войны в Таджикистане.
- С 1993 года Борисюк являлся командиром 368-го штурмового авиационного полка Северо-Кавказского военного округа (город Будённовск Ставропольского края).
- В 1994—1996 годах Сергей Борисюк участвовал в Первой чеченской войне. Лётчики авиаполка под командованием полковника Борисюка совершили свыше 2 000 боевых вылетов против незаконных вооружённых бандформирований. Сам Борисюк, будучи командиром полка совершил свыше 100 боевых вылетов на штурмовике Су-25. Штурмовыми ударами им было лично уничтожено 60 единиц бронетехники и автомашин с живой силой и вооружением противника, а также взорвано 6 складов и уничтожено 12 опорных пунктов армии ЧРИ.
- 13 июня 1996 года, Указом Президента Российской Федерации за мужество и героизм, проявленные при выполнении специального задания, полковнику Сергею Константиновичу Борисюку присвоено звание Героя Российской Федерации.
- В 1999 году принимал участие в боевых действиях в Дагестане и во Второй чеченской войне. Выполнил ещё около 200 боевых вылетов.

В боевом вылете 13 декабря 1999 года был сбит залпом переносных зенитных ракетных комплексов. Сергею Борисюку удалось катапультироваться в районе Аргунского ущелья, которое в то время было основной опорной базой боевиков. Около двух суток он укрывался во вражеском тылу, пока его разыскивали несколько отрядов боевиков и неоднократно предпринимались попытки российских войск по его спасению. 15 декабря полковник Борисюк был спасён подразделением спецназа ГРУ и под огнём противника поднят фалом на борт вертолёта, при этом самостоятельно корректируя по радио действия спасательного вертолёта и нанесение огневых ударов по скоплениям боевиков.
В ходе этих спецопераций совершили свои подвиги майор Алимов В. Р., старший лейтенант Дмитрий Елистратов, майор Андрей Совгиренко и капитан Александр Иванов, за которые каждому из них впоследствии было присвоено звание Героя Российской Федерации.
— http://www.warheroes.ru/hero/hero.asp?Hero_id=7668 Сайт Герои страны
- 20.12.1999-18.01.2002 заместитель командира 1-й гв. шад 4-й воздушной армии СКВО
- 18.01.2002-18.06.2002 командир 1-й гвардейской штурмовой авиационной дивизии 4-й воздушной армии СКВО
- 18.06.2002-11.08.2006 командир 1-й гвардейской смешанной авиационной Сталинградской ордена Ленина дважды Краснознамённая орденов Суворова и Кутузова дивизии 4-й Краснознамённой воздушной армии ВВС и ПВО (город Ейск Краснодарского края).
- C 2006 года генерал-майор в отставке. Живёт и работает в Краснодаре. Инспектор группы инспекторов Объединённого стратегического командования Южного военного округа.

Активно занимается общественной деятельностью, проводит воспитательно-патриотическую работу с молодёжью.

## Награды
- Герой Российской Федерации (13 июня 1996 года)[7]
- орден «За заслуги перед Отечеством» 4 степени (2006)[8]
- 2 ордена Мужества (1995 год)[9] (2000)[10]
- орден «За военные заслуги» (2000)[11]
- орден «За службу Родине в Вооружённых Силах СССР» 2 степени (1991)[12]
- орден «За службу Родине в Вооружённых Силах СССР» 3 степени (1978)[13]
- медаль Жукова
- Медаль «200 лет Министерству обороны»
- Юбилейная медаль «60 лет Вооружённых Сил СССР»[14]
- Юбилейная медаль «70 лет Вооружённых Сил СССР»[15]
- Медаль «За безупречную службу» I степени
- Медаль «За безупречную службу» II степени
- Медаль «За безупречную службу» III степени
- Знак ЦК ВЛКСМ «За воинскую доблесть»
- другие ведомственные награды

### Звания
- Заслуженный военный лётчик Российской Федерации[16]
- Почётный гражданин города Будённовск Ставропольского края